# Ernestine Schumann-Heink

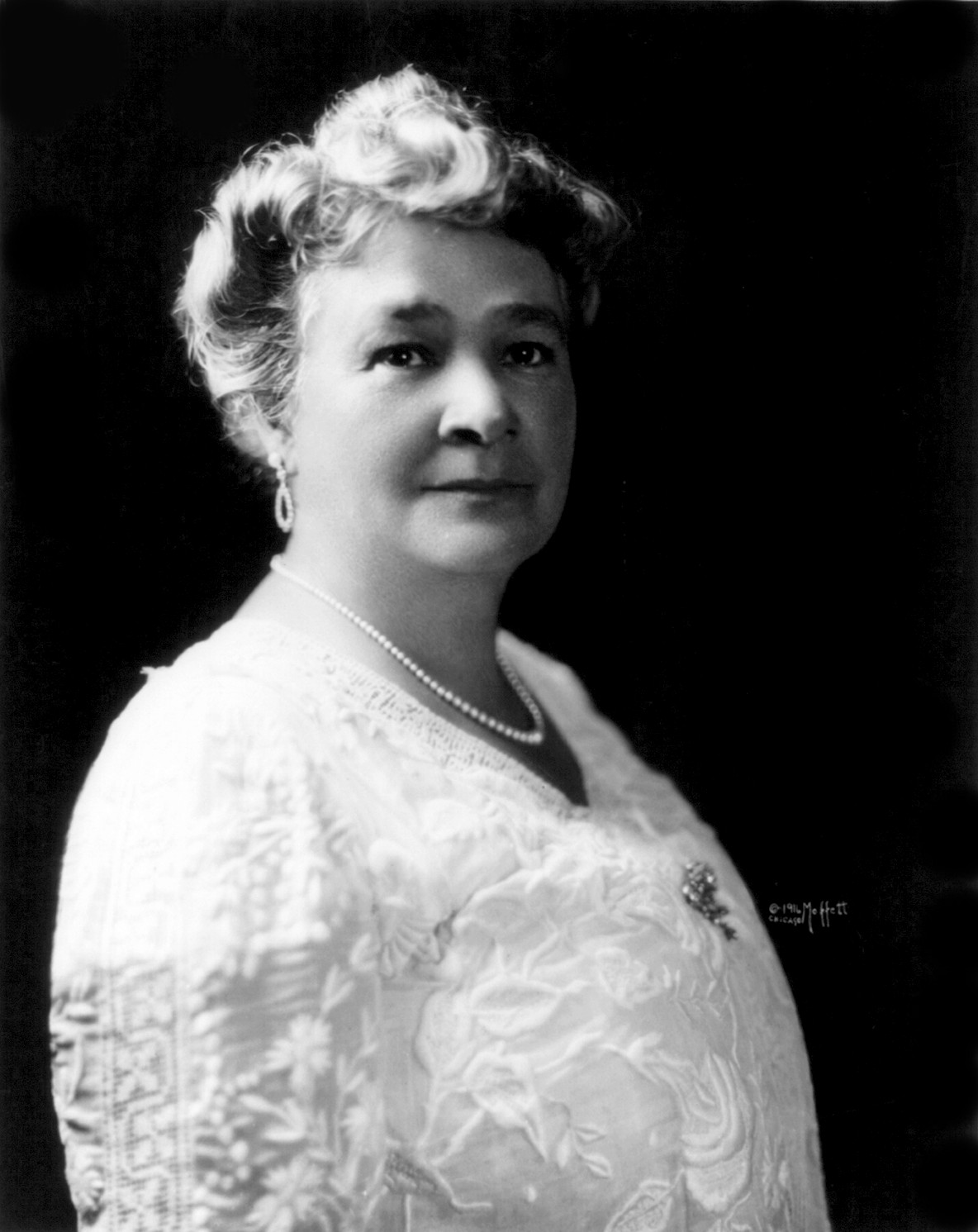
Ernestine Schumann-Heink (1916)

Ernestine Schumann-Heink, geborene Ernestine Rössler (* 15. Juni 1861 in Lieben bei Prag; † 17. November 1936 in Hollywood, USA) war eine österreichisch-US-amerikanische Opernsängerin (Alt).

## Leben
Schumann-Heink, die Tochter des österreichischen Majors Ernst Rößler, erhielt in Graz Gesangsunterricht bei Marietta von LeClair. Bereits 1877 debütierte sie in Graz mit der Alt-Partie aus Beethovens Neunter Sinfonie. Am 13. Oktober 1878 erfolgte ihr Operndebüt in der Rolle der Azucena in Verdis Der Troubadour an der Dresdner Hofoper unter dem Namen Tini Rössler. Sie vervollkommnete in Dresden ihre Ausbildung bei Karl August Krebs, Aloyse Michalesi und Franz Wüllner und heiratete hier auch 1882 den Sekretär der Oper Ernst Heink, von dem sie 1893 geschieden wurde.
Nach Auftritten in der Berliner Kroll-Oper wurde sie 1883 an die Hamburger Oper engagiert, wo sie bis 1897 blieb. Mit Rollen wie Georges Bizets Carmen und der Ortrud in Richard Wagners Lohengrin gelang ihr hier der Durchbruch als bedeutende Opernsängerin. 1894 heiratete sie in Hamburg den Schauspieler und Leiter des Thalia-Theaters Paul Schumann (1859–1904). Einer ihrer Söhne war der in Hamburg geborene, spätere US-amerikanische Filmschauspieler Ferdinand Schumann-Heink (1893–1958).

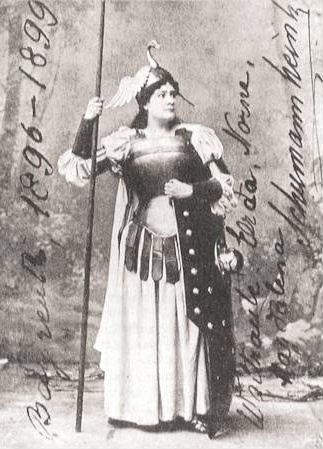
Ernestine Schumann-Heink als Waltraute (1899)

Sie trat in dieser Zeit auch bei Festivals und Konzerten in Großbritannien, Norwegen und Schweden auf. 1892 gastierte sie am Royal Opera House in der Premiere des Ring-Zyklus unter Gustav Mahler als Fricka, Erda und Waltraute sowie im Tristan als Brangäne. Von 1896 bis 1914 trat sie regelmäßig bei den Bayreuther Festspielen auf, wo sie u. a. die Mary im Fliegenden Holländer, die Magdalene in den Meistersingern, die Erda, die Waltraute, die Grimgerde und die Siegrune im Ring-Zyklus sowie die Stimme aus der Höhe im Parsifal sang.

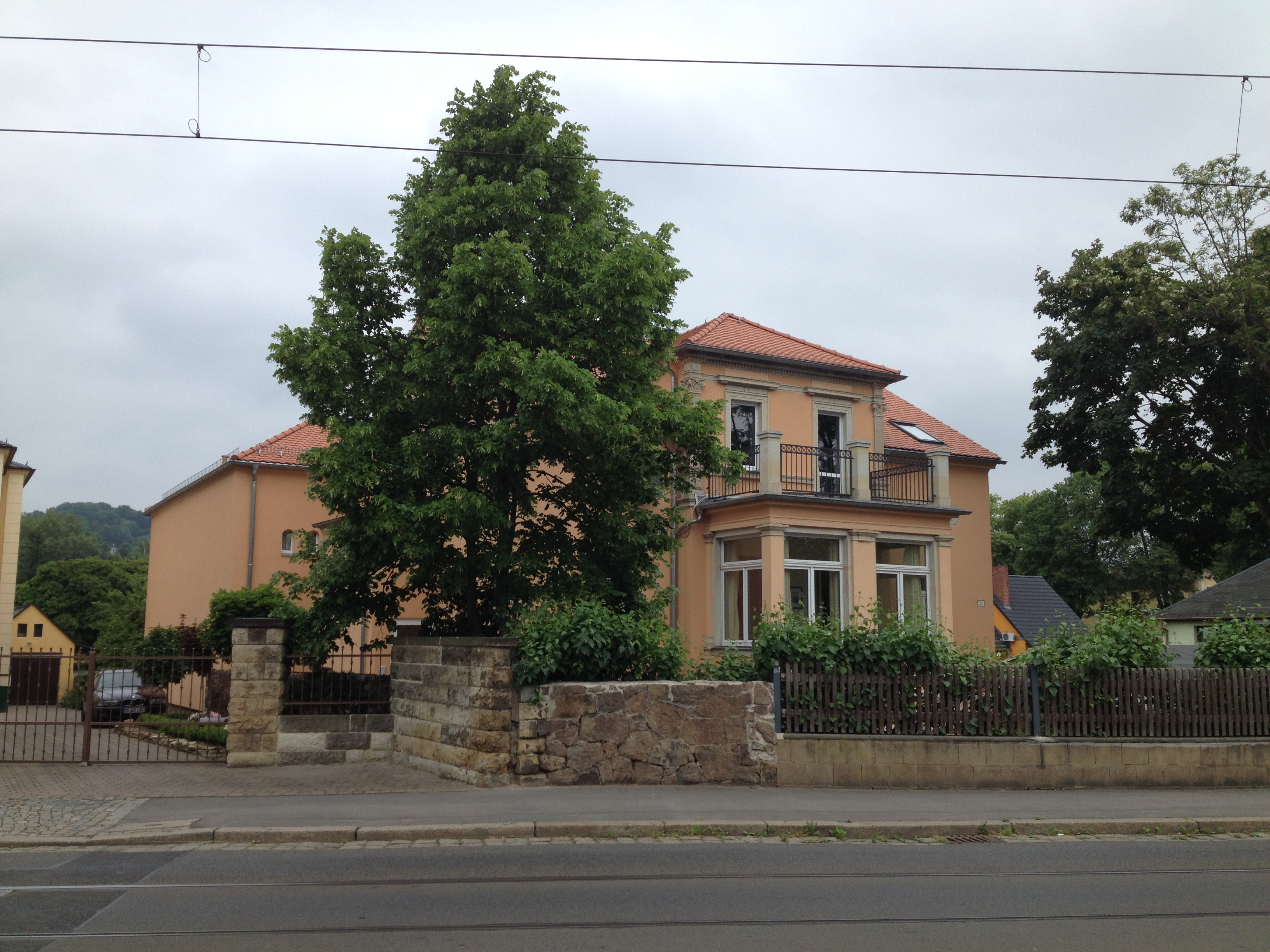
Villa Tini, Schumann-Heinks Heim in Kötzschenbroda von 1899 bis 1929

Daneben gastierte sie um 1900 u. a. in Amsterdam, London, Paris und Wien. 1898 trat sie erstmals in Chicago auf, und im Folgejahr debütierte sie mit der Ortrud aus Wagners Lohengrin an der Metropolitan Opera, wo sie bis 1932 regelmäßig auftrat. Sie heiratete 1905 in dritter Ehe den Chicagoer Rechtsanwalt William Rapp, der ihr Manager wurde, und wurde 1908 US-amerikanische Staatsbürgerin.
1909 sang Schumann-Heink bei der Uraufführung von Richard Strauss’ Elektra an der Dresdner Hofoper die Klytämnestra. Während des Ersten Weltkrieges gab sie Konzerte zur Unterstützung des Roten Kreuzes und anderer Organisationen und trat vor amerikanischen Soldaten auf. Nach einer Militärmesse im Balboa Park Organ Pavilion wurde sie 1917 zum Ehren-Colonel des 21. Infanterieregiments ernannt; 1919 sammelte sie Geld für die Errichtung eines Kriegsdenkmals in Balboa Park.
Beim Schwarzen Donnerstag 1929 verlor Schumann-Heink fast ihr ganzes Vermögen und musste daher erneut eine intensive Konzerttätigkeit aufnehmen, um Geld zu verdienen. 1932 gab sie im Alter von 71 Jahren ihre Abschiedsvorstellung an der Metropolitan Opera als Erda in Wagners Ring des Nibelungen. 1935 wirkte sie mit großem Erfolg an dem Tonfilm Here’s to Romance mit.
Schumann-Heink nahm Schallplatten bei Columbia, HMV und Victor Records auf, daneben haben sich auch zwei Privataufnahmen von 1898 sowie Aufnahmen auf Mapleson-Zylindern aus der Metropolitan Opera erhalten.
Auf dem Hollywood Walk of Fame (6640 Hollywood Blvd.) wurde Schumann-Heink mit einem Stern geehrt.